# Nadleśnictwo Suwałki
Nadleśnictwo Suwałki – jednostka organizacyjna Lasów Państwowych podległa Regionalnej Dyrekcji Lasów Państwowych w Białymstoku. Nadleśnictwo położone jest na terenie powiatu augustowskiego, powiatu sejneńskiego i powiatu suwalskiego. Siedziba nadleśnictwa znajduje się w Suwałkach, w powiecie suwalskim, w województwie podlaskim.

## Struktura
Nadleśnictwo podzielone jest na 2 obręby i 11 leśnictw.

## Ochrona przyrody
Na terenie nadleśnictwa znajdują się trzy rezerwaty przyrody:
- Cmentarzysko Jaćwingów
- Głazowisko Łopuchowskie
- Ostoja Bobrów Marycha

Na terenie nadleśnictwa funkcjonują także cztery obszary chronionego krajobrazu:
- Obszar Chronionego Krajobrazu Dolina Rospudy
- Obszar Chronionego Krajobrazu Puszcza i Jeziora Augustowskie
- Obszar Chronionego Krajobrazu Pojezierze Północnej Suwalszczyzny
- Obszar Chronionego Krajobrazu Pojezierze Sejneńskie

W ramach nadleśnictwa funkcjonuje 8 pomników przyrody.

## Drzewostany
Głównym typem siedliskowym lasów nadleśnictwa jest bór z dominującym udziałem sosny.
Wyróżnia się siedliska borowe 46,84%, lasowe 50,20%, olsy 2,96% powierzchni leśnej.
Przeciętna zasobność drzewostanów nadleśnictwa wynosi 347 m³/ha, a przeciętny wiek 66 lat.